# Konvention über die Erweiterung des Hongkonger Territoriums

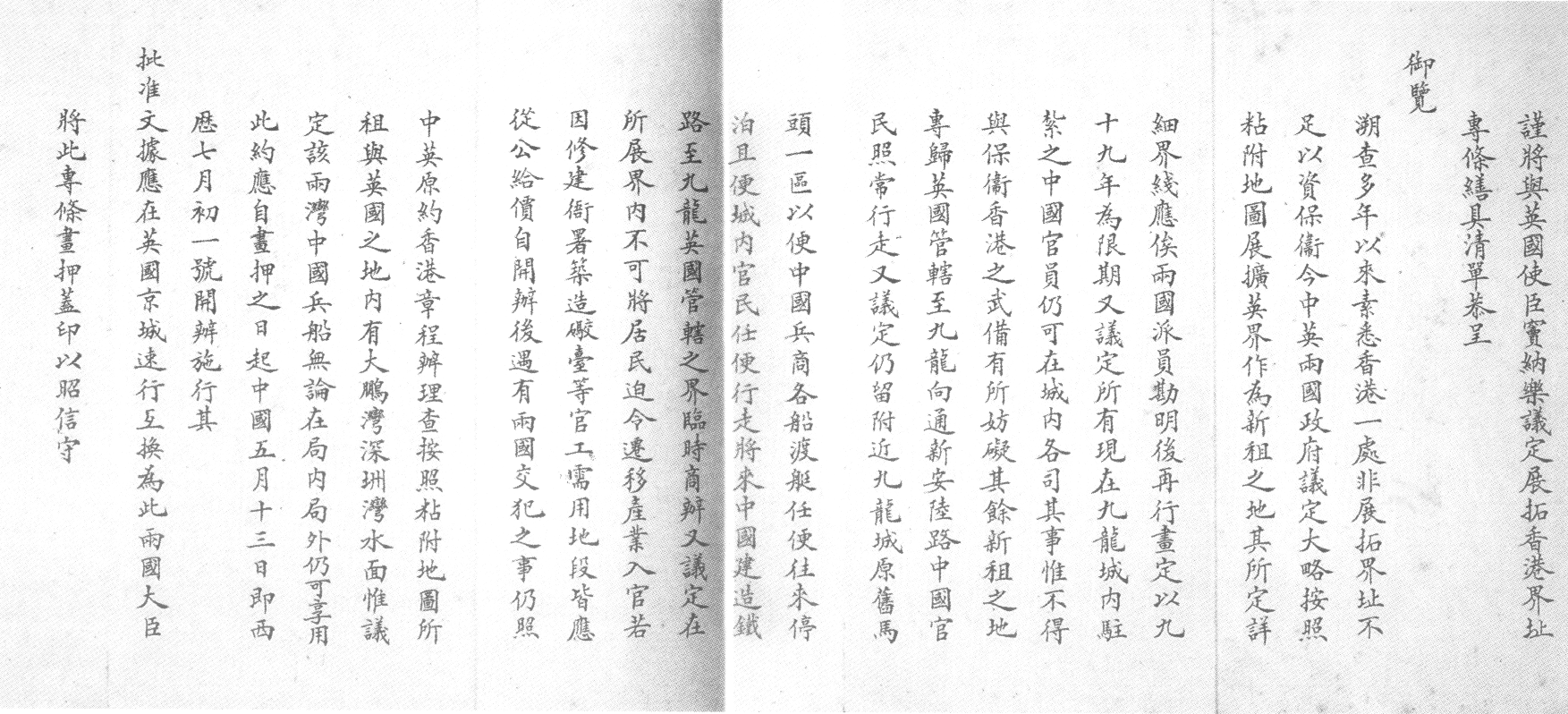
Chinesischer Vertragstext

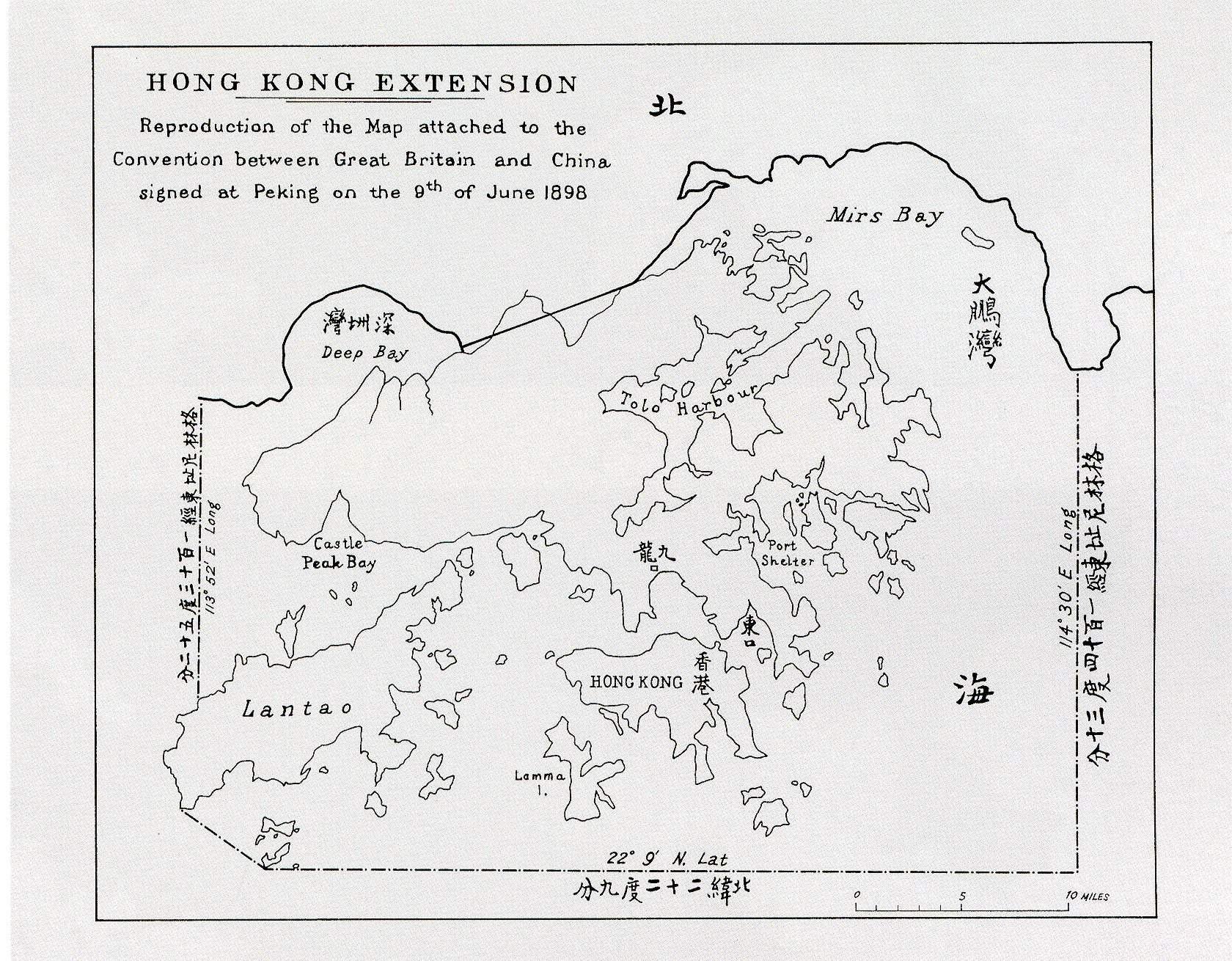
Die dem Vertrag angehängte Karte

Die Konvention über die Erweiterung des Hongkonger Territoriums, allgemein meist als Zweite Konvention von Peking (chinesisch 展拓香港界址專條 / 展拓香港界址专条, Pinyin Zhǎntuò Xiānggǎng Jièzhǐ Zhuāntiáo, Jyutping Zin2tok3 Hoeng1gong2 Gaai3zi2 Zyun1tiu4, englisch The Convention Between Great Britain and China Respecting an Extension of Hong Kong Territory) bekannt, war ein Übereinkommen zwischen dem Vereinigten Königreich und dem Kaiserreich China, das am 9. Juni 1898 in Peking unterzeichnet wurde. Mit der Konvention wurden die später so genannten New Territories, New Kowloon (Gebiet nördlich der Boundary Street, Kowloon) sowie die Insel Stonecutters Island für 99 Jahre an Großbritannien verpachtet.

## Historischer Hintergrund

Territoriale Entwicklung Hongkongs:

Nach dem Ersten Opiumkrieg 1839 bis 1842 hatte China Hongkong als Pachtgebiet an Großbritannien abtreten müssen. Das verpachtete Gebiet umfasste die etwa 80 km² große Insel Hongkong (香港島, englisch Hong Kong Island). 1856 bis 1860 kam es zum Zweiten Opiumkrieg zwischen Großbritannien und Frankreich einerseits und China andererseits. Auch dieser Krieg ging für China verloren und das Kaiserreich musste in der Pekinger Konvention 1860 einen Landstreifen der Halbinsel-Kowloon gegenüber der Insel Hongkong – heute der Anteil der „Kowloon-Halbinsel südlich der Boundary Street“, mit der Insel Stonecutters Island – an Großbritannien abtreten. Hongkong und die neu abgetretenen Gebiete waren danach nicht mehr Pachtgebiet, sondern gingen vollständig in britischen Besitz über und wurden als Kronkolonie reorganisiert.
In den folgenden Jahrzehnten wurde die außenpolitische und militärische Schwäche des Qing-Reiches durch europäische Kolonialmächte und das erstarkte Japan ausgenutzt. Nach der Ermordung zweier deutscher Missionare in China besetzten deutsche Marinesoldaten 1898 die Bucht von Kiautschou an der Küste Shandongs und in einem Vertrag vom 6. März 1898 verpachtete China die Bucht für 99 Jahre an das Deutsche Reich. Andere europäische Mächte wollten dem nicht nachstehen und erzwangen weitere Pachtverträge. Am 15. Märzjul. / 27. März 1898greg. wurde Port Arthur für 25 Jahre an Russland verpachtet, am 1. Juli 1898 Weihaiwei an Großbritannien „solange wie Port Arthur russisch bleibt“ und am 16. November 1898 Guangzhouwan für 99 Jahre an Frankreich. Auch die britische Kolonialverwaltung von Hongkong sah die Gelegenheit als günstig an, um das Territorium der Kronkolonie zu arrondieren. Auf britischen Druck hin kam die Konvention über die Erweiterung des Hongkonger Territoriums zustande.

## Inhalt der Konvention

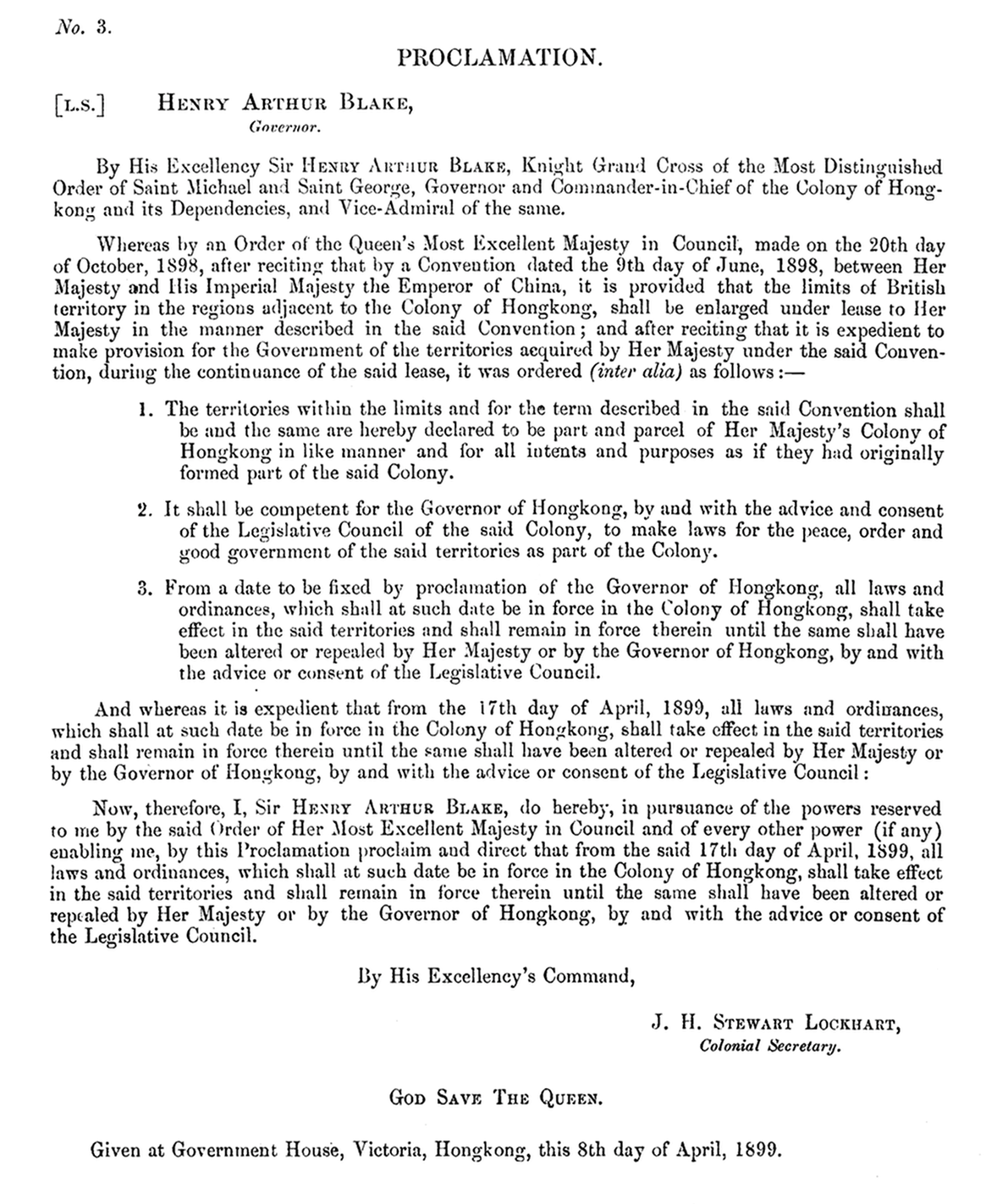
Proklamation des Gouverneurs über die Inbesitznahme der New Territories

Der Vertragstext war relativ kurz gehalten und umfasste in der englischsprachigen Version nur eineinhalb Seiten. Begründet wurde die Ausdehnung des Hongkonger Territoriums mit Erfordernissen der militärischen Verteidigung und des Schutzes der Kolonie. Dem Vertragswerk war eine Karte angehängt, auf dem die ungefähre Grenze der neu zu pachtenden Territorien eingezeichnet waren, mit der Maßgabe, dass eine chinesisch-britische Kommission den genauen Grenzverlauf festlegen sollte. Die Grenze entsprach ungefähr dem Verlauf des Flusses Shenzhen (深圳河, englisch Shenzhen River, veraltet: Sham Chun River). Für den im Vertrag als „City of Kowloon“ bezeichneten Ort (gemeint ist die Kowloon Walled City – in der handschriftlichen chinesischen Fassung des Vertragstexts wurde die kantonesische Bezeichnung Jiulong Cheng 九龍城, englisch Kowloon Walled City – „wörtl. Ummauerte Stadt Kowloon“ verwendet) war festgelegt, dass dieser weiter unter chinesischer Jurisdiktion bleiben sollte, solange dies konsistent mit den militärischen Erfordernissen zur Verteidigung Hongkongs sei, während die neu gepachteten Territorien vollständig unter britischer Jurisdiktion stehen sollten. Ausdrücklich wurde der Schutz des Privateigentums im Pachtgebiet betont und zugesichert, dass es keine Enteignungen ohne angemessene Entschädigung geben werde. Der Pachtvertrag umfasste auch die umliegenden Gewässer, wobei chinesischen Kriegsschiffen ausdrücklich die Benutzung dieser Gewässer gestattet wurde.
Die Konvention wurde am 9. Juni 1898 in Peking unterzeichnet. Bevollmächtigter für das Vereinigte Königreich war Claude Maxwell MacDonald. Sie trat am 1. Juli 1898 (dem 13. Tag des 5. Mondmonats des 24. Regierungsjahrs von Kaiser Guangxu) in Kraft. Die Ratifikationsurkunden wurden am 8. August 1898 in London ausgetauscht.

## Weitere Entwicklung
Mit der „Pacht“ der später so genannten New Territories musste das Vereinigte Königreich keine Pachtgebühren entrichten. Die Pachtdauer war auf 99 Jahre ausgelegt, jedoch wohl in der sicheren Erwartung, dass das Gebiet dauerhaft im Britischen Empire verbleiben würde. Die begrenzte Pachtdauer sollte wohl vor allem der chinesischen Vertragsseite das Gesicht wahren helfen, indem nicht offen von einer Abtretung gesprochen wurde. Im Jahr 1909 schlug der Hongkonger Gouverneur Frederick Lugard vor, dass die New Territories dauerhaft an Großbritannien abgetreten werden sollten, wenn dieses im Gegenzug das Pachtgebiet Weihaiwei zurückgäbe. 1930 wurde Weihaiwei tatsächlich an China zurückgegeben, allerdings ohne dass dies irgendwelche Bestimmungen hinsichtlich Hongkongs beinhaltete. Die nationalchinesische Regierung der Kuomintang (ab 1928) versuchte in Verhandlungen mit Großbritannien, die Rückgabe Hongkongs und der New Territories zu erlangen, insbesondere, da beide Länder im Zweiten Weltkrieg miteinander gegen Japan verbündet waren. Premierminister Churchill machte diesbezüglich jedoch keine Zusagen. Nach der Niederlage der Kuomintang gegen die Kommunisten im Chinesischen Bürgerkrieg auf dem Festland besaß die Frage Hongkongs für die neu gegründete Volksrepublik China zunächst keine hohe Priorität.
In den 1970er Jahren kam es zu Verhandlungen zwischen Großbritannien und der VR China über die Zukunft Hongkongs. Formal hätte Großbritannien weiter auf seinem Besitz von Hongkong (genauer Hong Kong Island) und den später hinzugekommenen Landstreifen im heutigen Gebiet von Kowloon südlich der Boundary Street (Old Kowloon 舊九龍 – „Alt-Kowloon“) bestehen können, da diese Gebiete dauerhaft von China abgetreten worden waren. Hongkong ohne das Hinterland in den New Territories erschien jedoch keine realistische und politisch gangbare Option. Am 19. Dezember 1984 wurde die gemeinsame chinesisch-britische Erklärung in Peking unterzeichnet, in der festgelegt wurde, dass die Volksrepublik China zum Ende des Auslaufens des Pachtvertrages der New Territories, d. h. zum 1. Juli 1997 die staatliche Souveränität und Kontrolle über die New Territories, sowie Hong Kong Island und das gesamte Kowloon („Old Kowloon“ u. „New Kowloon“) übernehmen würde, was dann auch geschah.
Die Originalversion des Vertrages befindet sich heute im Nationalen Palastmuseum in Taipeh (Taiwan).